# 聚楽園

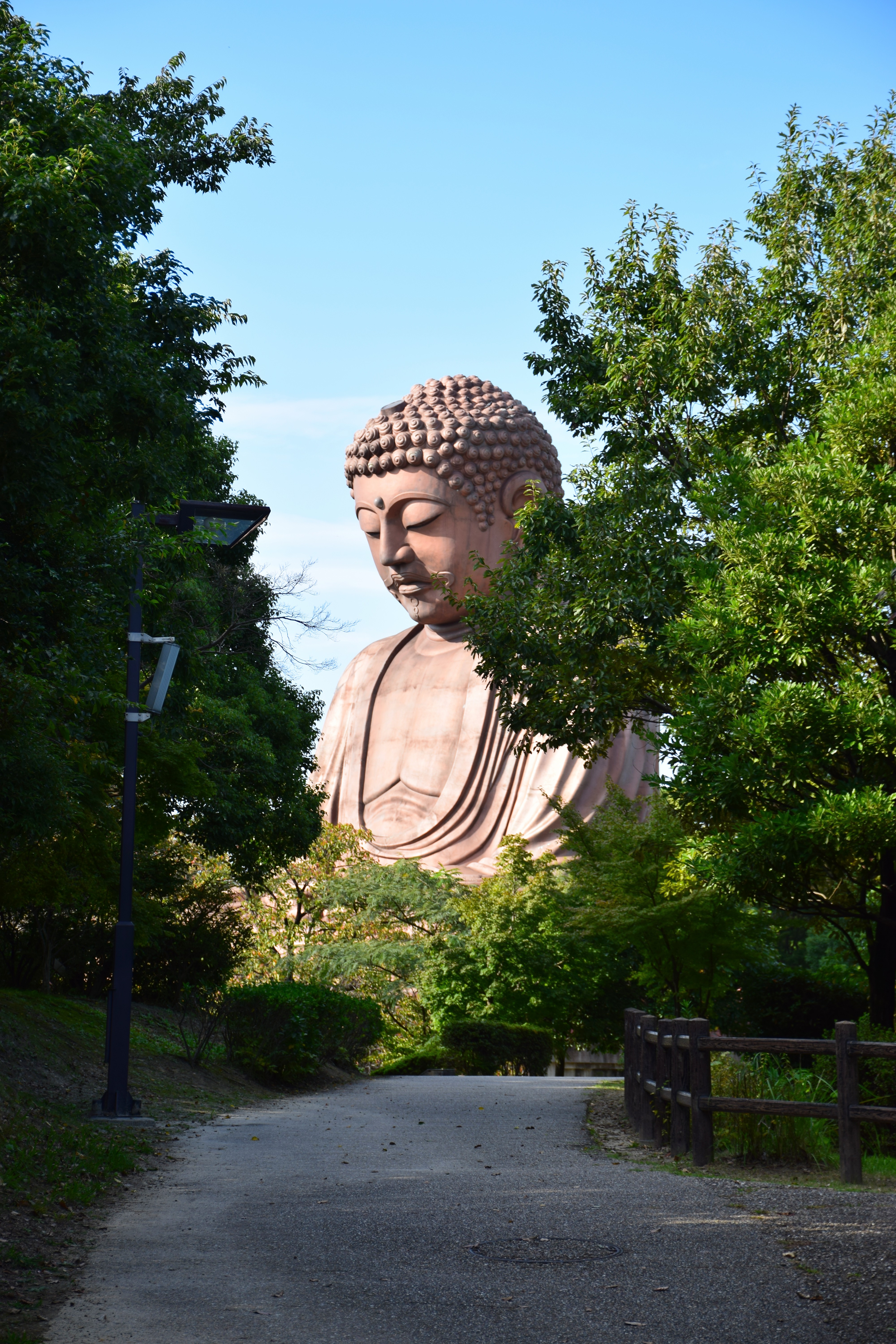
聚楽園大仏

聚楽園（しゅうらくえん）とは、実業家の山田才吉が営んでいた聚楽園旅館を中心とした敷地の名称、及びそこに端を発する愛知県東海市の聚楽園公園のこと。この公園と保健福祉センター・健康ふれあい交流館を含めて「しあわせ村」と呼ばれる。園内に残る聚楽園大仏は有名である。

## 歴史
聚楽園は、実業家の山田才吉が伊勢神宮外宮前にあった大旅館・宇仁館の建物を移築して1916年（大正5年）に開園した。名前は才吉が敬愛していた豊臣秀吉が京都に建てた聚楽第（じゅらくだい）から取り才吉が名付けた。
才吉は当時、守口漬や缶詰、舶来食品などを扱う喜多福や巨大料亭・東陽館、名古屋瓦斯（後の東邦ガス）など多方面で事業を営んでいた。そのうちの一つに、才吉が東築地5号地ですでに開発を進めていた南陽館および名古屋教育水族館があったが、名古屋の都市化と名古屋港の整備が進むなかで、施設周辺の海水の水質が悪くなってきたことから、より南に位置し風光明媚だった知多郡上野村砂崎（現在の東海市）の丘陵地に新たな料理旅館・聚楽園を開業した。
東海市の臨海部分にあたる同地は、現在名古屋港を形作る工場群の一部になっているが、かつては新田が広がり、所々で海岸線が丘陵地へ迫る景勝地だった。聚楽園では旅館で出される料亭料理に加え、四季折々の花々が咲き乱れる園内と伊勢湾越しの鈴鹿山脈の眺望、山から下れば浜遊びを楽しめる場所として近郊から人を集めた。敷地内には才吉の邸宅もあり才吉は晩年を聚楽園で過ごした。
名古屋から聚楽園を訪れる行楽客の交通手段確保のため、才吉は1916年（大正5年）に愛知電気鉄道（後の名古屋鉄道）へ自身の土地を寄付する形で聚楽園駅を設置した（1942年に愛知製鋼への工員輸送のため南300mの現在地に移転）。当時、駅に隣接した海沿いには、聚楽園旅館に付属する浜辺側の保養施設を建てた。将来的な海水プールの建設計画や、才吉が経営し名古屋市内の熱田伝馬町から南陽館前までを結んでいた熱田電気軌道をさらに南伸させて聚楽園まで繋ぐ計画もあった。海岸側の保養施設があった場所には人造石により作られた護岸の遺構が今も残り、2024年（令和6年）3月6日に守隨家住宅（旧山田家住宅）石積護岸として東海市初の国の登録有形文化財に登録された。かつての聚楽園駅前から聚楽園旅館へ登っていく道が表玄関であり、以前は門柱が建てられていた。駅から旅館までを繋ぐ坂道は現在も残っている。
1927年（昭和2年）才吉は聚楽園に阿弥陀如来坐像の聚楽園大仏を建立。日本最初の鉄筋コンクリート製大仏として作られた。完成時は日本最大の仏像だった。大仏の前に立つ一対の仁王像（東海市指定文化財）や一対の大灯籠（東側のみ現存）、常香炉も当時からのもの。仁王像は鉄筋モルタル、大灯籠および常香炉、階段付近の手すりは人造石造。人造石で造られた大灯籠や常香炉は日本国内でも珍しい。大仏および付随物の制作は、職人・山田光吉（やまだみつきち）を筆頭に後藤鍬五郎ら弟子を抱えた山光堂が請け負った。
1933年（昭和8年）には岡谷惣助や小山松寿、藍川清成、伊藤祐民など名古屋財界人の集まりである五二会によって、聚楽園内に才吉のこれまでの功績を讃えた「山田才吉翁寿像」と「山田才吉翁頌徳碑」が建てられた。寿像と頌徳碑は聚楽園旅館からヤカン池を越えた旅館と大仏の中間辺り（現在の大仏の丘辺り）に、巨大な天然石と人造石で造られた。寿像と頌徳碑があった場所には、才吉の死後は二女・朝子が敷地の一部に邸宅を建て暮らしていた。平成に入り東海市によって聚楽園公園の再整備がされた際に立ち退き、寿像と頌徳碑はかつての場所から大仏横に移動した。ヤカン池から大仏までを繋ぐ西側の道沿いには、二女・朝子が植えた枝垂れ桜が1本現在も残っている。
1934年（昭和9年）製作・公開された日本最初の着ぐるみ巨大特撮映画『大仏廻国・中京編』では、聚楽園から大仏が歩き出し名古屋及び近郊の観光地を巡った。巡った先は日本ラインや覚王山、常福寺にある刈宿の大仏（おおぼとけ）、本願寺名古屋別院（西別院）、名古屋市議会など才吉や聚楽園大仏と関連する場所も多い。
聚楽園の経営は、1930年（昭和5年）に才吉の妻・山田よねを代表社員として合資会社聚楽園が設立された。才吉が亡くなった翌年の1938年（昭和13年）には、聚楽園旅館および大仏の敷地は名古屋の会社に所有が移ったものの、山田よねを主に合資会社聚楽園による旅館経営は、少なくとも1950年代前半まで続けられた。山田よねが退いた後も旅館の営業は行われていたが、聚楽園の敷地が東海市へ寄付される前に閉業した。
1944年（昭和19年）9月から1945年（昭和20年）10月まで名古屋南部の工業地帯を防衛するため名古屋高射砲連隊本部が設置されていた。

## 聚楽園公園

### 公園の歴史
聚楽園を所有する名古屋の会社から、聚楽園の敷地の一部を提供する形で聚楽園公園が整備された。その後同社は、聚楽園の敷地全体を東海市に寄付した。東海市は敷地の寄付を契機として大規模な公園の整備を行い、付近住民の私有地や聚楽園に隣接し小島琇吉が建立していた弘法大師坐像の敷地（現在の弘法の丘辺り）を買い取り加える形で、一帯を東海市の所有とした。
弘法大師坐像は維持管理が行き届いておらず当時すでに損傷が激しかったため取り壊された。
1983年（昭和58年）東海市は聚楽園大仏と境内地を市指定名勝に指定したが、聚楽園旅館は1991年（平成3年）に取り壊し、同じ場所に1996年（平成8年）に嚶鳴庵を新築した。健康と福祉活動の拠点として1997年（平成9年）4月に「しあわせ村」として開業した。園内には各種広場のほか、保健福祉センター・健康ふれあい交流館・茶室「嚶鳴庵」・聚楽園大仏があり、ここから大池公園まで4つの公園を繋ぐ散策道「平洲と大仏を訪ねる花の道」が設定されている。
指定管理者は公園が東海市施設管理協会、保健福祉センターと健康ふれあい交流館はアイコーサービスとなっており、別個に管理されている。

### 施設
- トリム広場
- 芝生広場
- 花の広場
- 子供の森
- 弘法の丘
- 大仏の丘
- 見晴らしの丘
- ハーブ園

- 水辺の生態園
- 和風庭園
- キャンプ場
- 茶室「嚶鳴庵」（おうめいあん）
- ヤカン池
- 聚楽園大仏
- 保健福祉センター
- 健康ふれあい交流館

## 交通アクセス
- 名鉄常滑線 - 聚楽園駅から徒歩で約5分。
- らんらんバス - 「しあわせ村」停留所下車。